# Mama’s Boy
Mama’s Boy ist eine US-amerikanische Filmkomödie aus dem Jahr 2007. Regie führte Tim Hamilton, das Drehbuch schrieb Hank Nelken.

## Handlung
Im Mittelpunkt dieses (im weiteren Sinn) Coming-of-Age-Films stehen selbstzentrierte Mann Jeffrey Manus (Jon Heder) und dessen Charakterwandlungen, als seine Mutter Jan Mannus (Diane Keaton) eine Romanze mit dem Motivationstrainer Mert Rosenbloom (Jeff Daniels) beginnt. Durch die Fehde mit ihm sowie die zart aufkeimende Beziehung zu der Indo-Folksängerin Nora Flannigan (Anna Faris) entwickelt er Mut und Mitgefühl.
Der 29-jährige, als unangepasst geltende Jeffrey wohnt bei seiner verwitweten Mutter Jan. Der Tod seines Vaters war die Motivation, nicht auszuziehen und stattdessen seine Mutter zu beschützen. Tatsächlich verhält er sich aber vergleichsweise kindisch und fordernd, was u. a. gepackte Lunchpakete beinhaltet. Er arbeitet in einem Antiquariat und widmet viel Zeit Videospielen und Comic-Heften. Zu seinen wenigen sonstigen Interaktionen gehören ansonsten LARP-Duelle. Diese kleine Welt wird aus seiner Sicht bedroht, als sich seine Mutter mit Mert Rosenbloom verlobt und dieser bei seiner Verlobten einzieht. Zu den ersten Opfern, die Jeffrey bringen muss, gehört dabei das Ende der üblichen Minigolfrunden, die Freitagabends mit seiner Mutter stattfinden. Um dieses Problem zu beseitigen, sprich Rosenbloom wieder zum Auszug zu bewegen bzw. die Partnerschaft zu beenden, setzt Jeffrey auf die Hilfe der Sängerin Nora, die die zudem in einem Coffeeshop arbeitet. Während der Konflikt mit dem Partner seiner Mutter langsam eskaliert – dazu gehören u. a. manipulierte Folien einer Präsentation, die Pobacken freilegende Einschnitte in Hosen und versteckte Drogen –, entdeckt Jeffrey – zu seiner eigenen Überraschung – seine erwachsene Seite.

## Kritiken
Rick Groen schrieb in Globe and Mail, der Film falle schnell auf das Niveau einer „grotesken romantischen Komödie“. Die Besetzung sei stark, doch das Drehbuch sei „bleiern“ und vorhersehbar.
Joe Leydon schrieb in der Zeitschrift Variety vom 3. Dezember 2007, der Film sei „willkürlich erdacht“ und „plump ausgeführt“. Die Komödie sei „aggressiv skurril“, aber „kratzend unwitzig“. Das Ende wirke wie ein verzweifelter Versuch der Erlösung des „unsympathischen“ Hauptcharakters, welcher jedoch bereits das Interesse des Publikums verloren habe. Die Darstellung von Jeff Daniels sei „überraschend einnehmend“. Diane Keaton könne wenig mit einem Charakter anfangen, der dramaturgisch wie auch emotional nicht viel Sinn ergebe.
Bei #exclaim!*@# erhielt der Film eine gemischte Bewertung mit einer Tendenz zum Negativen. Es fiele schwer, positive Gefühle für den Hauptcharakter Mannus zu entwickeln, auch wenn er dank Jon Heders Spiel einige Lacher provoziere. Tatsächlich enthalte auch der gesamte Film einige unterhaltsame Momente, die insbesondere auf das Improvisationsvermögen der talentierten Darstellerriege zurückzuführen seien. Dennoch entwickele der Film ebenso eine Tendenz dazu, ein wenig langsam und zudem langweilig zu werden – vor allem wenn versucht werde, die Erzählung voranzubringen und die Charaktere zu entwickeln.
Für The News & Observer hält Craig Lindsey fest, dass es ein Warnsignal sei, wenn schon die korrespondierende Website zum Film lieblos sei und nur bedingt funktioniere. Ebenso habe sich die Produktionsgesellschaft Warner Brothers berechtigterweise alle Mühe gegeben, durch möglichst wenig Werbung den Zuspruch so gering wie möglich zu halten. Ansonsten erzähle der Film im Kern eine identische Geschichte wie Mr. Woodcock, eine kurz zuvor veröffentlichte Filmkomödie aus dem Jahr 2007. Als einzige Rettung betrachtet Lindsey die Beteiligung von Anna Faris, deren Präsenz ihm das Gefühl vermittele, der Film sei seine Zeit wert.

## Hintergründe
Die ersten Gerüchte, dass Diane Keaton die Rolle der Mutter spielen soll, tauchten im November 2005 auf.
Der Film wurde in Long Beach (Kalifornien) und in Santa Clarita (Kalifornien) gedreht. Er startete in den ausgewählten Kinos der USA am 30. November 2007, die Veröffentlichung auf DVD erfolgte in den Vereinigten Staaten erfolgte 3. Juni 2008. Ansonsten lief der Film u. a. in Rumänien, der Türkei und Neuseeland in den Kinos.
Aufgrund der Verwendung von Sprache mit sexuellen Anspielungen sowie Drogenkonsum in gewissem Umfang hat der Film von der Motion Picture Association of America die Freigabeklassifizierung PG-13 erhalten.

## DVD
Die DVD enthält den Film in zwei Varianten – im Fullscreen- und im Widescreen-Format. Dazu gibt es nicht verwendete Szene sowie einen Kommentar des Regisseurs. Die vier zusätzlichen Szenen haben kumuliert eine Laufzeit von 6 Minuten und 17 Sekunden. Zwei beschäftigen sich mit dem jungen Paar Jeffrey und Nora, eine zeigt Jeffrey und den Verlobten seiner Mutter bei einer Diskussion über ihren Konflikt bei einem Buffet und die vierte zeigt ein Scrabble-Spiel zwischen Jeffrey und Seymour Warburton (Eli Wallach).
Ansonsten enthält die DVD, der Klang in Dolby 5.1 abgemischt ist, neben einem Antipiraterievideo noch verschiedene Trailer, darunter jene für Nur über ihre Leiche und Get Smart.

## Trivia
Im Jahr 2016 wurde ein indischer Kurzfilm gleichen Namens veröffentlicht. Er transportiert die Geschichte der Pandava-Brüder, von Draupadi und Kunti aus dem indischen Epos Mahabharata in die Gegenwart.